# Akrotírio Áspro
Akrotírio Áspro är en udde i Cypern.   Den ligger i distriktet Eparchía Lemesoú, i den sydvästra delen av landet, 80 km sydväst om huvudstaden Nicosia.
Terrängen inåt land är huvudsakligen kuperad, men österut är den platt. Havet är nära Akrotírio Áspro söderut.  Närmaste större samhälle är Sotíra, 15,4 km nordost om Akrotírio Áspro.